# بقایای کافر قلعه
بقایای کافر قلعه مربوط به دوره اشکانیان - سده‌های میانه دوران‌های تاریخی پس از اسلام است و در شهرستان اسفراین، ۲۰۰ متری شمال غربی پارک قائم واقع شده و این اثر در تاریخ ۳۰ بهمن ۱۳۸۶ با شمارهٔ ثبت ۲۱۱۰۲ به‌عنوان یکی از آثار ملی ایران به ثبت رسیده است.